# Stenellipsis paralitterata
Stenellipsis paralitterata là một loài bọ cánh cứng trong họ Cerambycidae.